# Przedstawienie dewocyjne

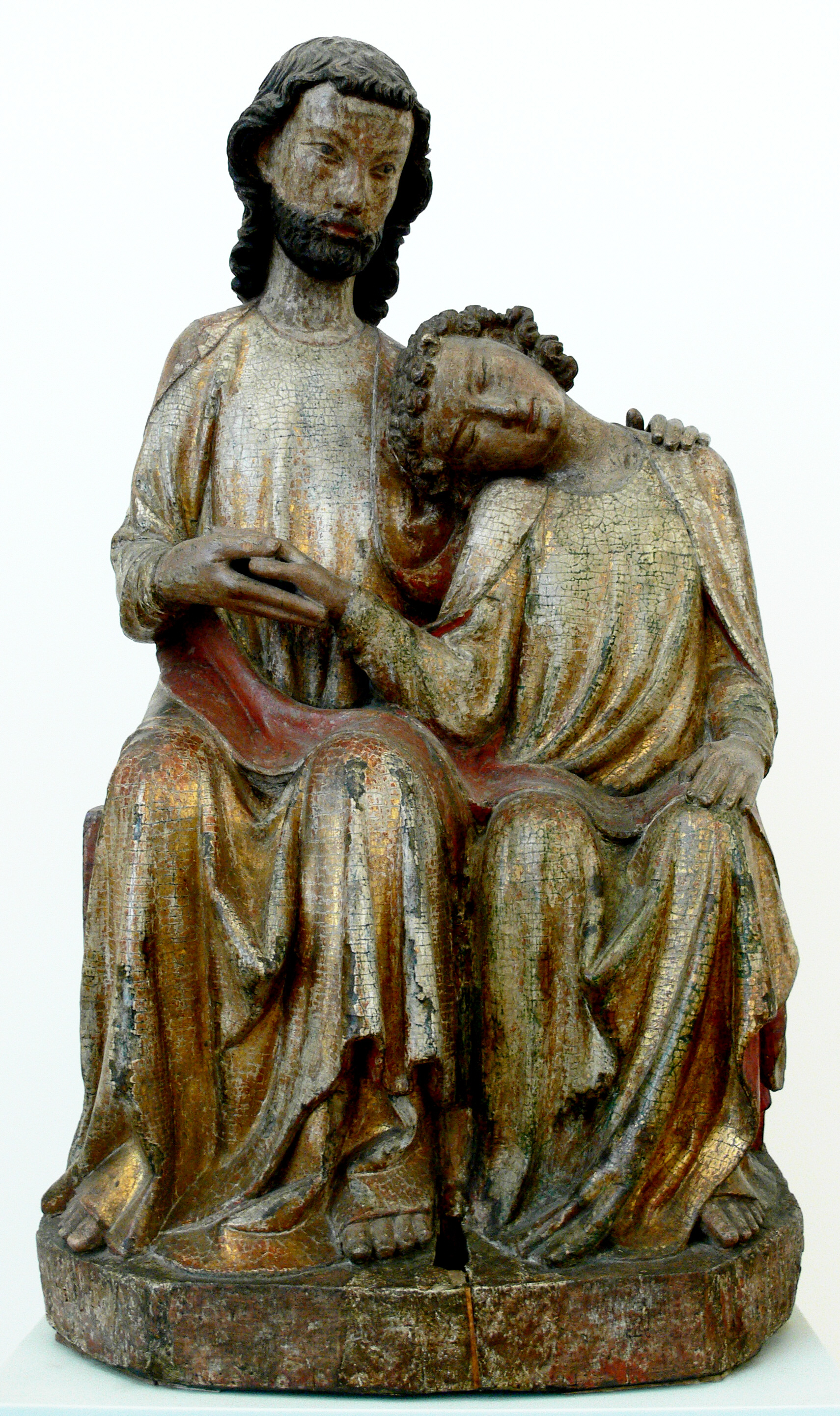
Przykład przedstawienia dewocyjnego. Chrystus ze św. Janem, ok. 1310

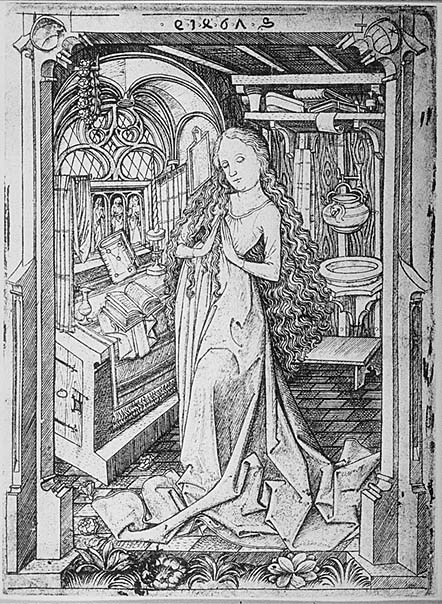
Mistrz E.S., Święta Dorota w modlitwie. W tle widoczny ołtarzyk dewocyjny z wizerunkiem Madonny i dwóch świętych

Przedstawienie dewocyjne lub Obraz dewocyjny (z niem. Andachtsbild) – wyodrębniony przez historię sztuki ze względu na cechy ikonograficzne typ przedstawienia religijnego, wykształcony w późnym średniowieczu, różniący się od przedstawienia reprezentacyjnego z jednej, a przedstawienia narracyjnego (historycznego) z drugiej strony.
Termin wywodzi się prawdopodobnie z XVIII wieku. Andachtsbild został dokładnie zdefiniowany przez Panofsky'ego w 1927 roku. Według Panofsky'ego, Andachtsbild ewoluował z dwóch członów: przedstawienia narracyjnego (historia, Historienbild) i przedstawienia reprezentacyjnego (imago, Repräsentationsbild). Historia opisuje wydarzenia o krótkim czasie akcji, natomiast imago prezentuje statyczną figurę, niezależną od czasu i akcji. Zgodnie z teorią Panofsky'ego, obydwie grupy nie są odpowiednie do przedstawień dewocyjnych, gdyż powstrzymują odbiorcę przed kontemplacją boskości. W efekcie, wraz z narastającą potrzebą indywidualnej i wysoce emocjonalnej dewocji, obie formy zostały połączone, dając w końcowym rezultacie Andachtsbild. Konieczna modyfikacja polegała na kompresji obrazu z grupy historia do jednej, wyizolowanej figury, oraz ożywieniu imago i uczynieniu go dostępniejszym dla wiernych, czasami poprzez dodanie dodatkowych figur.
Teoria Panofsky'ego doczekała się krytyki głównie ze względu na akcent, jaki autor kładł na empatię w praktyce dewocyjnej. Kolejnym argumentem przeciwko Andachtsbild była niemożliwość funkcjonalnego oddzielenia Andachtsbild, historia oraz imago, ponieważ w praktyce wszystkie trzy grupy mogły być używane jako przedstawienia dewocyjne. 
Głównym kontynuatorem teorii Panofsky'ego był Sixen Ringbom, według którego Andachtsbild może być odróżniony od historia oraz imago nie na podstawie pełnionej przez obraz funkcji, ale dzięki zdefiniowanym przez Panofsky'ego formalnym kryteriom i ikonografii. Według Ringbom'a, Andachtsbild prezentuje teologiczny koncept lub tajemnicę Zbawienia poprzez przedstawioną figurę (figury), które, choć wyizolowane z kontekstu narracyjnego, wciąż w jakimś stopniu się do niego odnoszą (na przykład Mater Dolorosa). 

## Typowe tematy ikonograficzne przedstawień dewocyjnych
- Święta Anna w połogu
- Arbor virginis
- Służebnica w świątyni
- Maria w połogu (m.in. Maria w połogu z Helu)
- Mater Misericordiae (m.in. Madonna z Ravensburga)
- Madonna z Dzieciątkiem
- Dzieciątko Jezus
- Dzieciątko Jezus w kołysce
- Chrystus ze św. Janem Ewangelistą (m.in. Chrystus i Święty Jan z Sigmaringen, w zbiorach antwerpskiego Museum Mayer van den Bergh)
- Matka Bolesna
- Chrystus Frasobliwy
- Chrystus przy kolumnie biczowania
- Ecce Homo
- Chrystus niosący krzyż (m.in. w kościele katedralnym w Chełmży)
- Krucyfiks mistyczny/Krucyfiks widlasty (m.in. w kościele Św. Jakuba w Toruniu)
- Zdjęcie z krzyża
- Opłakiwanie
- Niewiasty opłakujące
- Pietà
- Pietas Domini/Pietas Patris
- Grób Pański
- Mąż Boleści
- Chrystus w tłoczni mistycznej
- Veraicon (Chusta św. Weroniki)
- Chrystus zmartwychwstały (m.in. w klasztorze Cysterek w Wienhausen)
- Tron Łaski

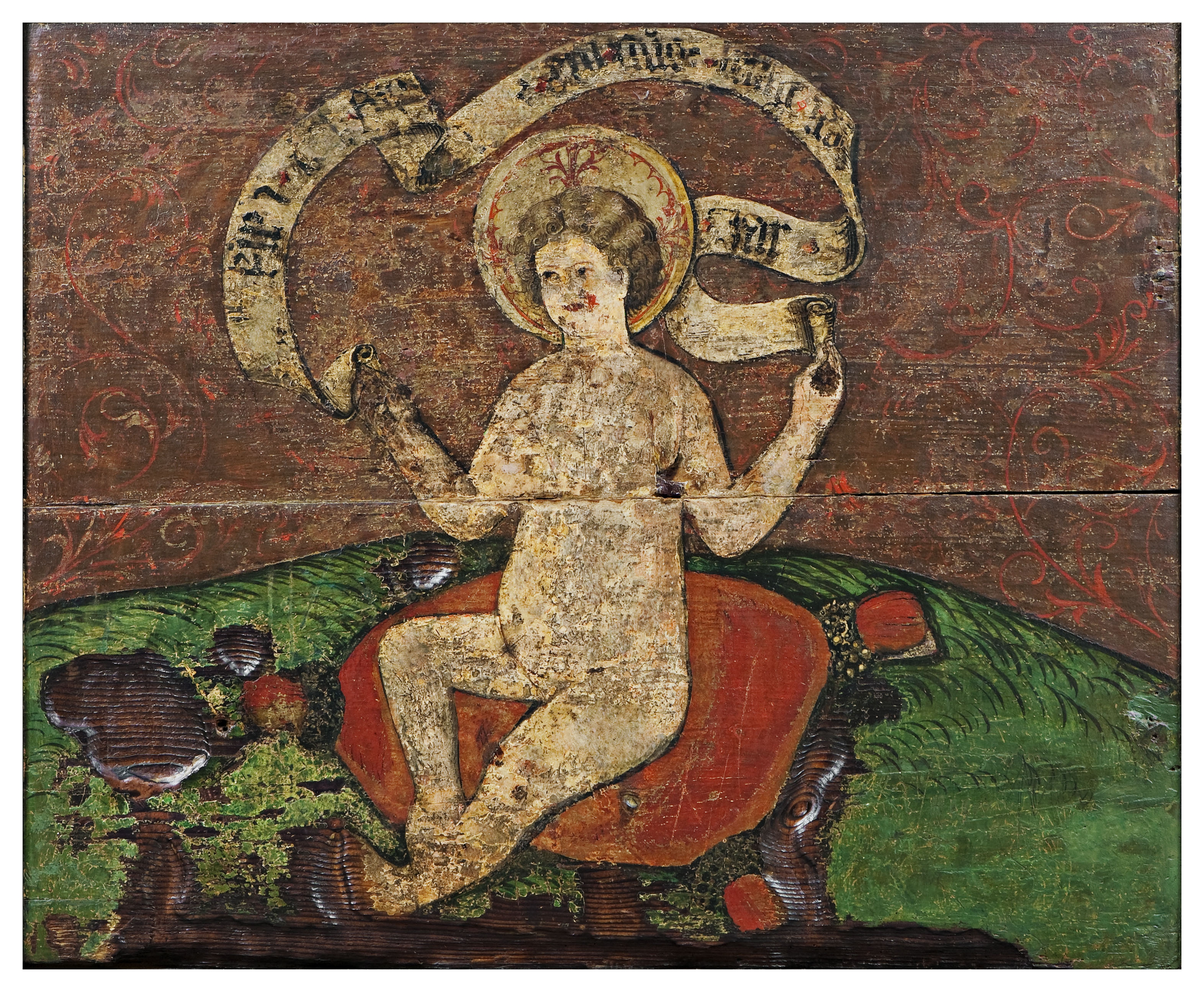
Dzieciątko Jezus z obrazu w Wettingen, ok. 1450
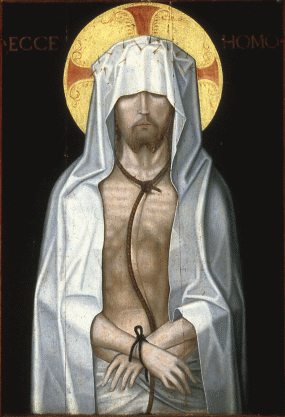
Malarz portugalski, Ecce Homo, XV wiek
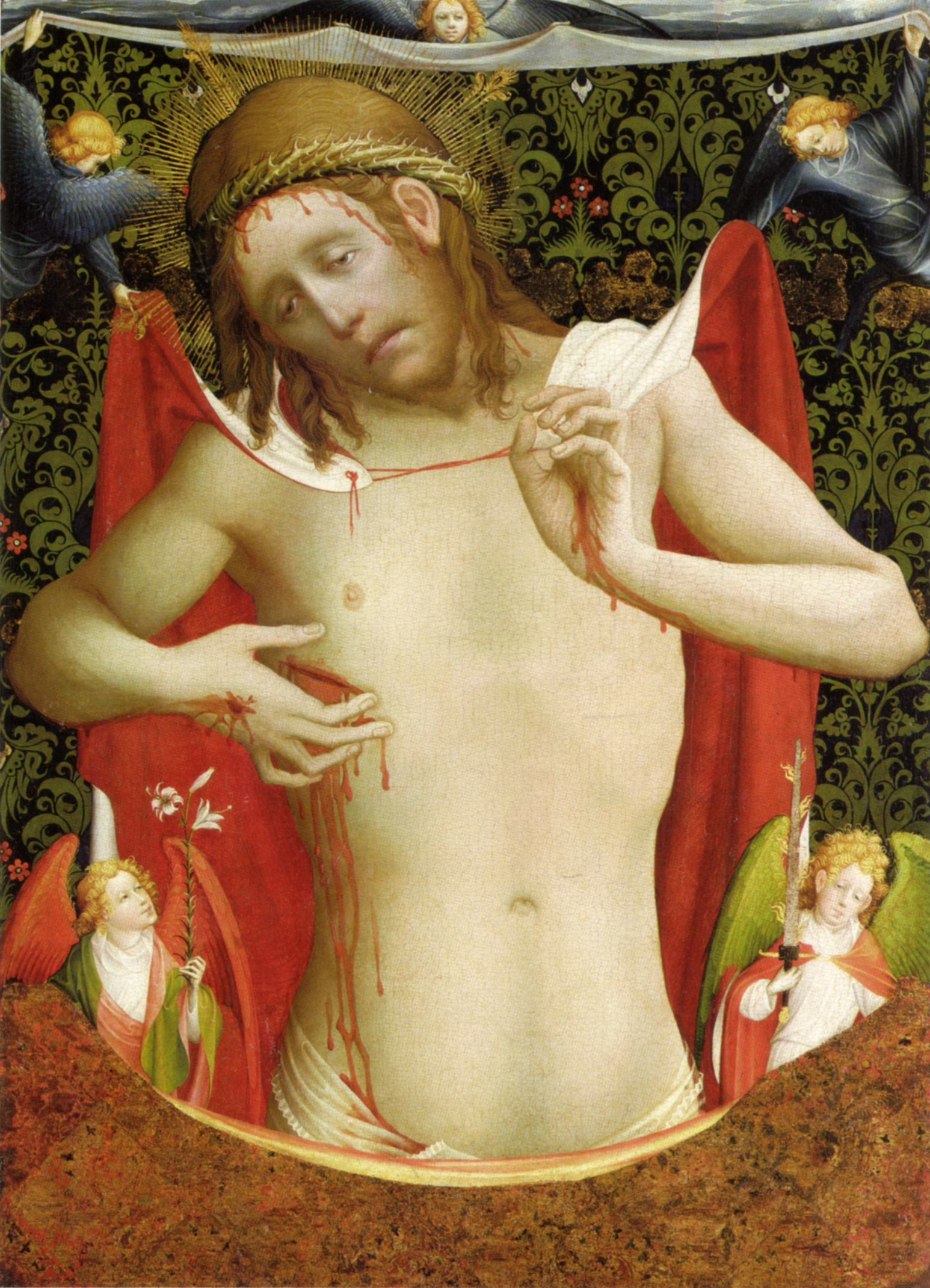
Mistrz Francke, Chrystus jako Mąż Boleści, ok. 1435
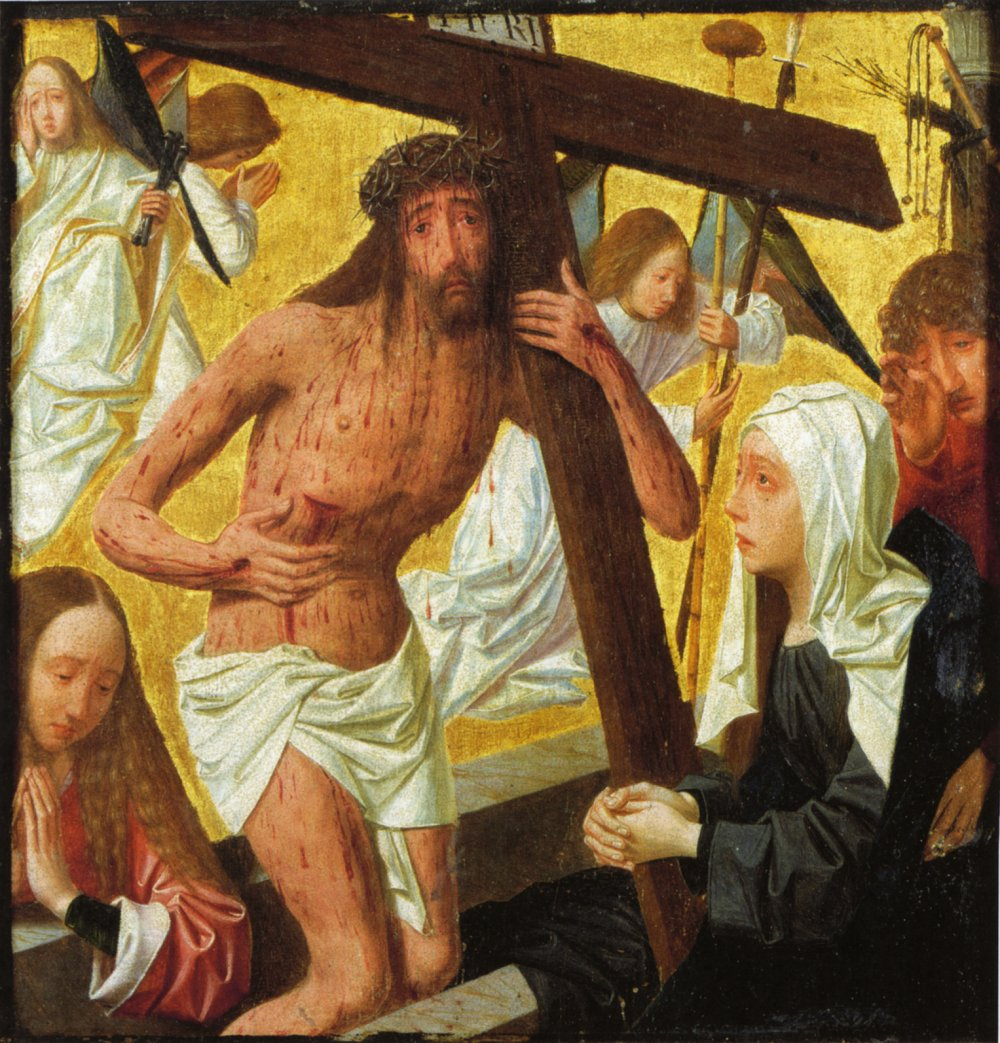
Geertgen tot Sint Jans, Chrystus jako Mąż Boleści, ok. 1486

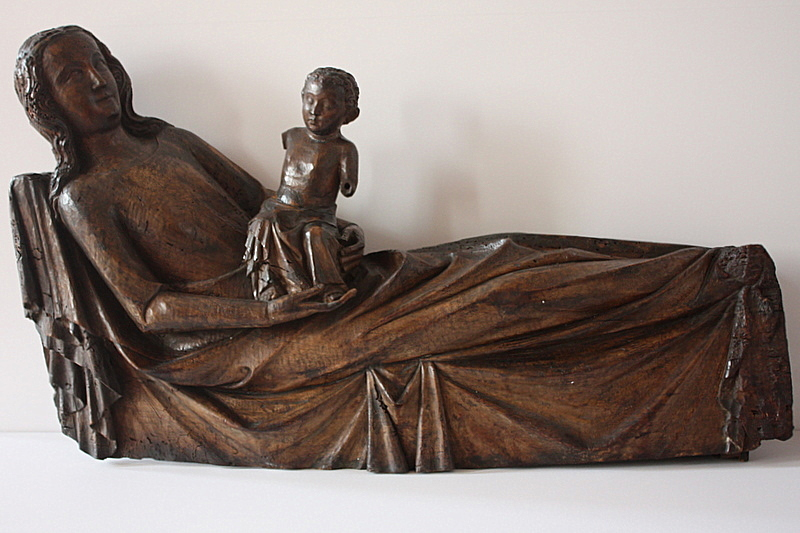
Maria w połogu z Helu, ok. 1350
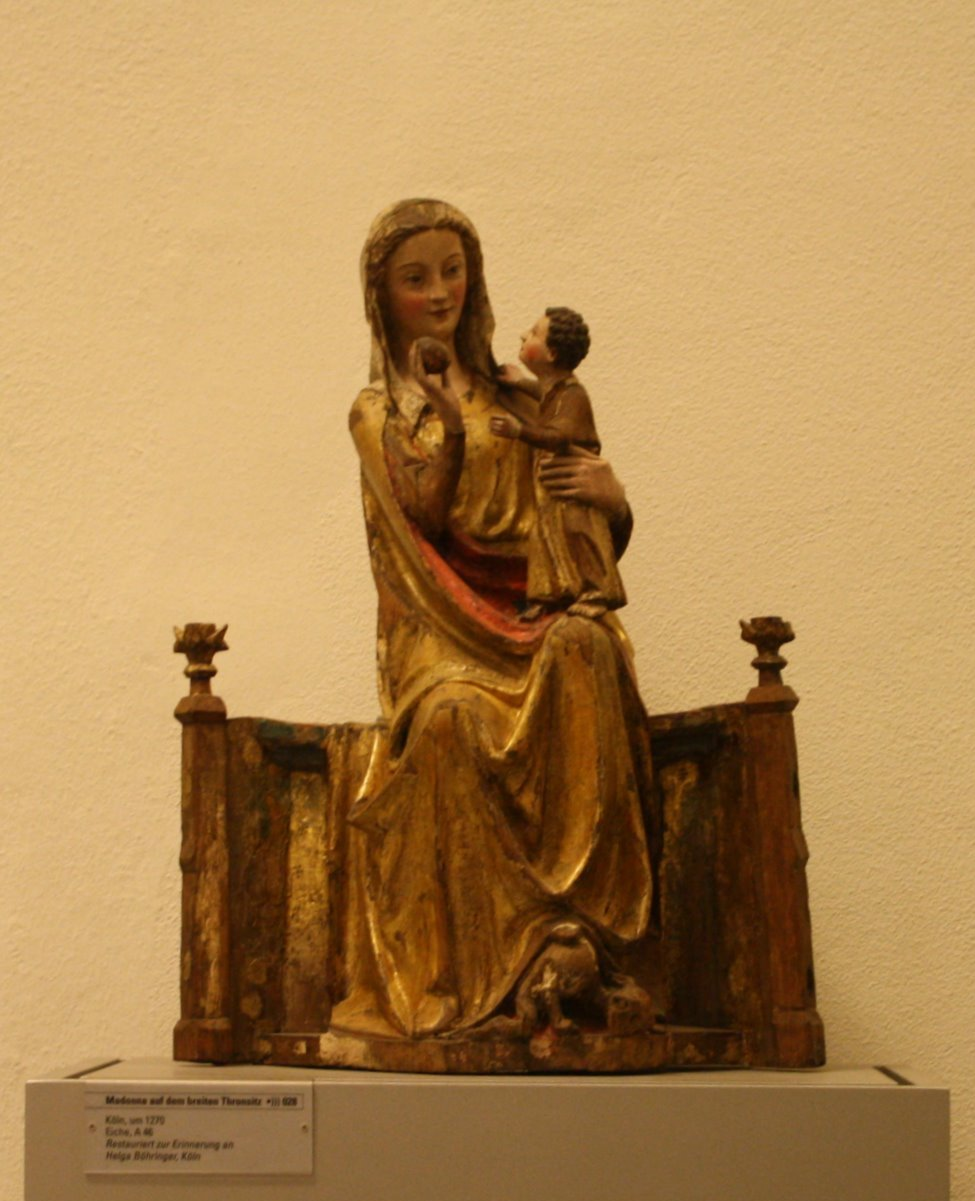
Madonna na szerokim tronie, około 1270
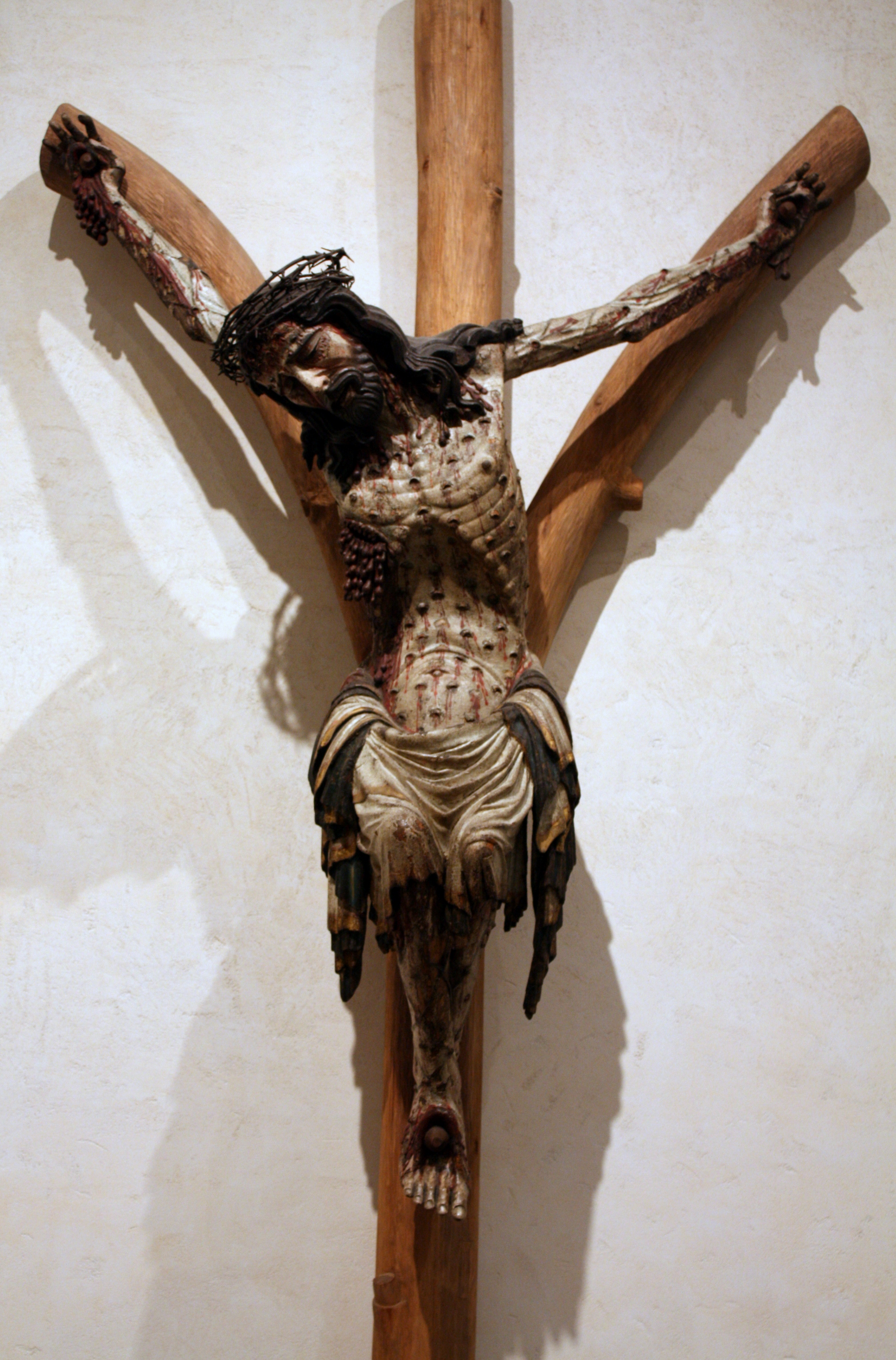
Gotycki krucyfiks widlasty z kościoła Bożego Ciała we Wrocławiu
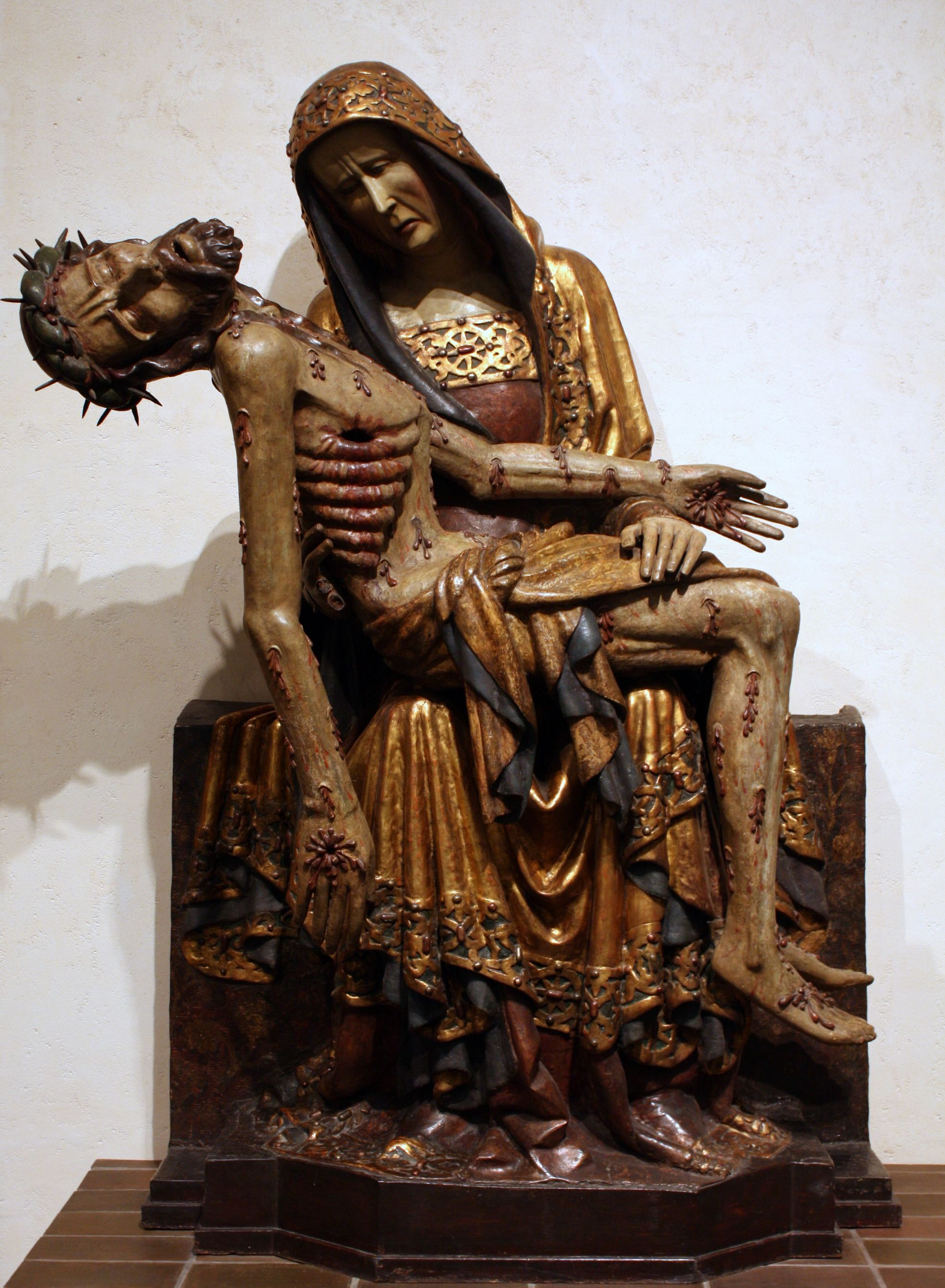
Pietà z Lubiąża, między 1360-70